# Albert Walsh
Sir Albert Joseph Walsh (ur. 3 kwietnia 1900, zm. 12 grudnia 1958) – polityk kanadyjski wywodzący się z Nowej Fundlandii. Pierwszy gubernator porucznik Nowej Fundlandii.

## Życiorys
Albert Walsh urodził się w Holyrood na Nowej Fundlandii. Edukację na poziomie średnim ukończył na rodzinnej wyspie, po czym udał się do Nowej Szkocji, gdzie podjął studia prawnicze na Dalhousie University, które ukończył z wyróżnieniem. W 1928 rozpoczął praktykę na Nowej Fundlandii. W tymże roku włączył się w życie polityczne wyspy, w tym został wybrany do kolonialnego zgromadzenia legislacyjnego, którego został marszałkiem. W kolejnych wyborach poniósł porażkę i powrócił do praktyki prawniczej, jednocześnie sprawując wiele funkcji na poziomie samorządowym. W 1942 został powołany na komisarza do spraw pracy i świadczeń socjalnych w zarządzie komisarycznym wyspy, a w 1944 został komisarzem generalnym. Do 1947 spełniał jeszcze wiele ważnych funkcji w zarządzie komisarycznym, m.in. był komisarzem spraw wewnętrznych i edukacji.
Mimo że nie został wybrany do Konwencji Narodowej, pozostał aktywnym politykiem, popierającym dążenia do unii z Kanadą. Po zwycięstwie prokonfederatów w referendum, wziął udział w delegacji negocjującej warunki konfederacyjne z rządem Kanady w Ottawie. Gdy w 1949 Nowa Fundlandia stała się prowincją Kanady, Walsh został mianowany pierwszym gubernatorem porucznikiem Nowej Fundlandii. Po krótkim sprawowaniu tego honorowego urzędu został mianowany przewodniczącym sądu najwyższego Nowej Fundlandii. Oprócz tego spełniał wiele dodatkowych funkcji rządowych i administracyjnych. Zmarł w St. John’s.